# باولا غارسيا أفيلا
باولا غارسيا أفيلا (بالإسبانية: Paula García Ávila) (24 مارس 1992 في إسبانيا - ) هي لاعبة كرة يد من إسبانيا في مركز محور ‏.

## وصلات خارجية
- باولا غارسيا أفيلا على موقع الاتحاد الأوروبي لكرة اليد (الإنجليزية)